# Liste der Baudenkmäler im Wuppertaler Wohnquartier Wichlinghausen-Süd (A–G)
Die Liste der Baudenkmäler im Wuppertaler Wohnquartier Wichlinghausen-Süd (A–G) enthält die denkmalgeschützten Bauwerke auf dem Gebiet von Wuppertal-Wichlinghausen-Süd in Nordrhein-Westfalen (Stand: November 2011). Diese Baudenkmäler sind in der Denkmalliste der Stadt Wuppertal eingetragen; Grundlage für die Aufnahme ist das Denkmalschutzgesetz Nordrhein-Westfalen (DSchG NRW).

## Auszug aus der Denkmalliste

### Eingetragene Baudenkmäler
| Bild                                      | Bezeichnung                                                                | Lage                                      | Beschreibung | Bauzeit        | Eingetragen seit   | Denkmal- nummer |
| ----------------------------------------- | -------------------------------------------------------------------------- | ----------------------------------------- | --- | -------------- | ------------------ | --------------- |
| weitere Bilder                            | Tunnel (Eisenbahntunnel unter der Eintrachtstraße. Rheinische Bahnstrecke) | Wichlinghausen-Süd (Fatloh-Tunnel)        | Bestandteil der Rheinischen Bahnstrecke, in Bearbeitung |                |                    | 0               |
| weitere Bilder                            | Wohn- und Geschäftshaus                                                    | Wichlinghausen-Süd Alte Straße 1 Karte    | eine bauliche Einheit und eine D-Nummer mit Oststraße 2 |                | 8. November 1988   | 1501            |
| weitere Bilder                            | Wohn- und Geschäftshaus                                                    | Wichlinghausen-Süd Alte Straße 3 Karte    | eine bauliche Einheit und eine D-Nummer mit Oststraße 4 |                | 12. April 1988     | 1339            |
| weitere Bilder                            | Wohnhaus                                                                   | Wichlinghausen-Süd Alte Straße 7 Karte    | |                | 11. April 1995     | 3682            |
| weitere Bilder                            | Wohnhaus                                                                   | Wichlinghausen-Süd Alte Straße 8 Karte    | |                | 31. Juli 1984      | 82              |
| weitere Bilder                            | Wohnhaus                                                                   | Wichlinghausen-Süd Alte Straße 9 Karte    | |                | 3. März 1995       | 3671            |
| weitere Bilder                            | Wohn- und Geschäftshaus                                                    | Wichlinghausen-Süd Alte Straße 11 Karte   | eine bauliche Einheit und eine D-Nummer mit Oststraße 12 |                | 12. Juni 1985      | 514             |
| weitere Bilder                            | Wohnhaus                                                                   | Wichlinghausen-Süd Am Diek 22 Karte       | |                | 19. November 1992  | 2543            |
| weitere Bilder                            | Wohnhaus                                                                   | Wichlinghausen-Süd Am Diek 24 Karte       | |                | 26. November 1992  | 2552            |
| weitere Bilder                            | Villa (Haus Abendfrieden)                                                  | Wichlinghausen-Süd Am Diek 28 Karte       | eine bauliche Einheit mit Am Diek 30 |                | 17. Januar 1985    | 253             |
| weitere Bilder                            | Wohnhaus                                                                   | Wichlinghausen-Süd Am Diek 34 Karte       | |                | 12. April 1988     | 1333            |
| weitere Bilder                            | Wohnhaus                                                                   | Wichlinghausen-Süd Am Diek 40 Karte       | |                | 23. Januar 1985    | 256             |
| weitere Bilder                            | Villa                                                                      | Wichlinghausen-Süd Am Diek 54 Karte       | |                | 28. Januar 1985    | 276             |
| weitere Bilder                            | Wohnhaus                                                                   | Wichlinghausen-Süd Am Diek 58 Karte       | eine bauliche Einheit und eine D-Nummer mit Am Diek 58a, Schutzumfang gemäß Änderungsbescheid vom 26. Sept. 2002 gesamter Gebäudekomplex einschließlich Einfriedung sowie Garten bzw. Gartengrundstück | um 1740        | 5. April 1994      | 3347            |
| weitere Bilder                            | Wohnhaus                                                                   | Wichlinghausen-Süd Am Diek 58 a Karte     | eine bauliche Einheit und eine D-Nummer mit Am Diek 58 |                | 5. April 1994      | 3347            |
| weitere Bilder                            | Villa                                                                      | Wichlinghausen-Süd Am Diek 62 Karte       | eine D-Nummer mit Am Diek 62a | 1844           | 7. November 1986   | 904             |
| Remise(Kutscherhaus der Villa Am Diek 62) | Remise (Kutscherhaus der Villa Am Diek 62)                                 | Wichlinghausen-Süd Am Diek 62 a Karte     | eine D-Nummer mit Am Diek 62 |                | 7. November 1986   | 904             |
| weitere Bilder                            | Brücke (Viadukt Bartholomäusstraße, Rheinische Bahnstrecke)                | Wichlinghausen-Süd Bartholomäusstraße     | Bestandteil der Rheinischen Bahnstrecke |                | 11. April 1991     | 1892            |
| Wohnhaus                                  | Wohnhaus                                                                   | Wichlinghausen-Süd Bartholomäusstraße 66  | |                | 20. Februar 1989   | 1531            |
| weitere Bilder                            | Schulgebäude                                                               | Wichlinghausen-Süd Bartholomäusstraße 70  | |                | 13. Januar 1992    | 1991            |
| weitere Bilder                            | Wohn- und Geschäftshaus                                                    | Wichlinghausen-Süd Bartholomäusstraße 91  | |                | 18. Dezember 1984  | 231             |
| weitere Bilder                            | Wohnhaus                                                                   | Wichlinghausen-Süd Bartholomäusstraße 93  | | 1899           | 8. Dezember 1993   | 3224            |
| weitere Bilder                            | Wohnhaus                                                                   | Wichlinghausen-Süd Bartholomäusstraße 94  | |                | 8. Dezember 1993   | 3225            |
| weitere Bilder                            | Wohn- und Geschäftshaus                                                    | Wichlinghausen-Süd Bartholomäusstraße 95  | |                | 16. April 1985     | 406             |
| weitere Bilder                            | Wohn- und Geschäftshaus                                                    | Wichlinghausen-Süd Bartholomäusstraße 96  | | 1900/01        | 3. Dezember 1993   | 3213            |
| Wohnhaus                                  | Wohnhaus                                                                   | Wichlinghausen-Süd Bartholomäusstraße 97  | | um 1900        | 23. Januar 1987    | 942             |
| weitere Bilder                            | Wohn- und Geschäftshaus                                                    | Wichlinghausen-Süd Bartholomäusstraße 98  | | um 1890        | 10. Januar 1994    | 3243            |
| Wohnhaus                                  | Wohnhaus                                                                   | Wichlinghausen-Süd Bartholomäusstraße 101 | | 1860er Jahre   | 3. Dezember 1993   | 3214            |
| Wohnhaus                                  | Wohnhaus                                                                   | Wichlinghausen-Süd Bartholomäusstraße 102 | | um 1890        | 8. Dezember 1993   | 3228            |
| Wohnhaus                                  | Wohnhaus                                                                   | Wichlinghausen-Süd Bartholomäusstraße 103 | |                | 15. April 1985     | 405             |
| weitere Bilder                            | Wohnhaus                                                                   | Wichlinghausen-Süd Bartholomäusstraße 104 | | 1890er Jahre   | 8. Dezember 1993   | 3222            |
| weitere Bilder                            | Wohn- und Geschäftshaus                                                    | Wichlinghausen-Süd Bartholomäusstraße 106 | | 1894           | 10. Januar 1994    | 3244            |
| weitere Bilder                            | Wohn- und Geschäftshaus                                                    | Wichlinghausen-Süd Bartholomäusstraße 110 | | 1903           | 3. Dezember 1993   | 3215            |
| weitere Bilder                            | Wohn- und Geschäftshaus                                                    | Wichlinghausen-Süd Breslauer Straße 1     | |                | 12. Dezember 1991  | 1977            |
| Wohn- und Geschäftshaus                   | Wohn- und Geschäftshaus                                                    | Wichlinghausen-Süd Collenbuschstraße 1    | | 1903           | 28. Oktober 1993   | 3163            |
| Wohn- und Geschäftshaus                   | Wohn- und Geschäftshaus                                                    | Wichlinghausen-Süd Collenbuschstraße 2    | | 1895–1900      | 1. September 1993  | 3077            |
| weitere Bilder                            | Wohnhaus                                                                   | Wichlinghausen-Süd Collenbuschstraße 2 a  | | um 1904        | 20. August 1993    | 3063            |
| Wohn- und Geschäftshaus                   | Wohn- und Geschäftshaus                                                    | Wichlinghausen-Süd Collenbuschstraße 4    | | um 1904        | 1. September 1993  | 3075            |
| weitere Bilder                            | Wohnhaus                                                                   | Wichlinghausen-Süd Collenbuschstraße 6    | | 1904           | 31. August 1993    | 3072            |
| Wohnhaus                                  | Wohnhaus                                                                   | Wichlinghausen-Süd Collenbuschstraße 7    | | spätes 19. Jh. | 8. Januar 1988     | 1266            |
| Wohnhaus                                  | Wohnhaus                                                                   | Wichlinghausen-Süd Collenbuschstraße 8    | | um 1900        | 1. September 1993  | 3076            |
| weitere Bilder                            | Wohnhaus                                                                   | Wichlinghausen-Süd Collenbuschstraße 9    | | spätes 19. Jh. | 8. Januar 1988     | 1267            |
| weitere Bilder                            | Wohnhaus                                                                   | Wichlinghausen-Süd Collenbuschstraße 10   | | spätes 19. Jh. | 5. März 1985       | 354             |
| Wohnhaus                                  | Wohnhaus                                                                   | Wichlinghausen-Süd Collenbuschstraße 14   | | 1900           | 20. Oktober 1992   | 2504            |
| weitere Bilder                            | Wohnhaus                                                                   | Wichlinghausen-Süd Collenbuschstraße 16   | |                | 5. März 1985       | 355             |
| Wohnhaus                                  | Wohnhaus                                                                   | Wichlinghausen-Süd Collenbuschstraße 18   | |                | 5. März 1985       | 356             |
| weitere Bilder                            | Schulgebäude (Kaufmännische Schule)                                        | Wichlinghausen-Süd Collenbuschstraße 19   | | 1882           | 4. Februar 1992    | 2019            |
| weitere Bilder                            | Wohnhaus                                                                   | Wichlinghausen-Süd Collenbuschstraße 20   | |                | 5. März 1985       | 357             |
| weitere Bilder                            | Wohnhaus                                                                   | Wichlinghausen-Süd Collenbuschstraße 22   | |                | 14. März 1989      | 1543            |
| Wohnhaus                                  | Wohnhaus                                                                   | Wichlinghausen-Süd Collenbuschstraße 24   | | 1897/98        | 20. Oktober 1992   | 2507            |
| weitere Bilder                            | Wohnhaus                                                                   | Wichlinghausen-Süd Collenbuschstraße 26   | | 1897/98        | 21. Oktober 1992   | 2508            |
| weitere Bilder                            | Wohn- und Geschäftshaus                                                    | Wichlinghausen-Süd Collenbuschstraße 27   | eine D-Nummer mit Wichlinghauser Straße 91 | 1898           | 4. Dezember 1991   | 1951            |
| weitere Bilder                            | Wohn- und Geschäftshaus                                                    | Wichlinghausen-Süd Collenbuschstraße 28   | | 1890–1897      | 16. Januar 1992    | 1997            |
| weitere Bilder                            | Wohn- und Geschäftshaus                                                    | Wichlinghausen-Süd Freiheitstraße 29      | | 1905           | 10. Januar 1994    | 3248            |
| weitere Bilder                            | Wohnhaus                                                                   | Wichlinghausen-Süd Freiheitstraße 31      | | 1894           | 10. Januar 1994    | 3246            |
| weitere Bilder                            | Wohnhaus                                                                   | Wichlinghausen-Süd Freiheitstraße 33      | |                | 22. März 1985      | 369             |
| weitere Bilder                            | Wohnhaus                                                                   | Wichlinghausen-Süd Freiheitstraße 34      | eine bauliche Einheit und eine D-Nummer mit Handelstraße 11 | um 1900        | 27. Februar 1985   | 348             |
| weitere Bilder                            | Wohnhaus                                                                   | Wichlinghausen-Süd Freiheitstraße 35      | | 1901           | 27. Februar 1985   | 341             |
| weitere Bilder                            | Wohnhaus                                                                   | Wichlinghausen-Süd Freiheitstraße 36      | |                | 4. Februar 1988    | 1295            |
| weitere Bilder                            | Wohnhaus                                                                   | Wichlinghausen-Süd Freiheitstraße 37      | | 1902           | 23. Juni 1994      | 3439            |
| Wohn- und Geschäftshaus                   | Wohn- und Geschäftshaus                                                    | Wichlinghausen-Süd Freiheitstraße 38      | | 1862–1877      | 22. Februar 1994   | 3299            |
| weitere Bilder                            | Wohn- und Geschäftshaus                                                    | Wichlinghausen-Süd Freiheitstraße 39      | | 1901–1903      | 15. Juli 1994      | 3474            |
| weitere Bilder                            | Wohnhaus                                                                   | Wichlinghausen-Süd Freiheitstraße 40      | | um 1900        | 5. März 1985       | 346             |
| weitere Bilder                            | Wohn- und Geschäftshaus                                                    | Wichlinghausen-Süd Freiheitstraße 41      | | 1902           | 23. Juni 1994      | 3440            |
| weitere Bilder                            | Wohnhaus                                                                   | Wichlinghausen-Süd Freiheitstraße 42      | | um 1900        | 11. Januar 1988    | 1268            |
| weitere Bilder                            | Wohnhaus                                                                   | Wichlinghausen-Süd Freiheitstraße 43      | | um 1900        | 2. September 1988  | 1451            |
| weitere Bilder                            | Wohnhaus                                                                   | Wichlinghausen-Süd Freiheitstraße 44      | | 1904           | 5. März 1985       | 347             |
| weitere Bilder                            | Wohnhaus                                                                   | Wichlinghausen-Süd Freiheitstraße 45      | | 1902           | 23. Juni 1994      | 3441            |
| weitere Bilder                            | Wohnhaus                                                                   | Wichlinghausen-Süd Freiheitstraße 47      | | 1905           | 15. Juli 1994      | 3475            |
| weitere Bilder                            | Wohn- und Geschäftshaus                                                    | Wichlinghausen-Süd Freiheitstraße 49      | | 1905           | 16. Juni 1994      | 3430            |
| weitere Bilder                            | Wohnhaus                                                                   | Wichlinghausen-Süd Freiheitstraße 51      | | um 1900        | 21. Juli 1986      | 825             |
| weitere Bilder                            | Wohn- und Geschäftshaus                                                    | Wichlinghausen-Süd Freiheitstraße 52      | | 1862–1877      | 8. Dezember 1993   | 3226            |
| Wohnhaus                                  | Wohnhaus                                                                   | Wichlinghausen-Süd Freiheitstraße 54      | | 1862–1877      | 8. Dezember 1993   | 3229            |
| weitere Bilder                            | Wohnhaus                                                                   | Wichlinghausen-Süd Freiheitstraße 55      | | um 1900        | 16. September 1985 | 579             |
| weitere Bilder                            | Wohn- und Geschäftshaus                                                    | Wichlinghausen-Süd Freiheitstraße 56      | | um 1900        | 5. März 1985       | 344             |
| weitere Bilder                            | Wohn- und Geschäftshaus                                                    | Wichlinghausen-Süd Freiheitstraße 57      | | 1905           | 23. Juni 1994      | 3442            |
| weitere Bilder                            | Wohn- und Geschäftshaus                                                    | Wichlinghausen-Süd Freiheitstraße 59      | | 1900–1902      | 23. Juni 1994      | 3443            |
| weitere Bilder                            | Wohn- und Geschäftshaus                                                    | Wichlinghausen-Süd Fürstenstraße 1        | | 1901           | 27. Februar 1985   | 339             |
| Wohnhaus                                  | Wohnhaus                                                                   | Wichlinghausen-Süd Fürstenstraße 1 a      | | 1906           | 22. April 1992     | 2175            |
| weitere Bilder                            | Wohnhaus                                                                   | Wichlinghausen-Süd Fürstenstraße 2        | | 1905           | 10. April 1992     | 2158            |
| Wohnhaus                                  | Wohnhaus                                                                   | Wichlinghausen-Süd Fürstenstraße 3        | | 1902/03        | 13. April 1992     | 2165            |
| Wohnhaus                                  | Wohnhaus                                                                   | Wichlinghausen-Süd Fürstenstraße 4        | | 1907           | 1. April 1992      | 2142            |
| weitere Bilder                            | Wohnhaus                                                                   | Wichlinghausen-Süd Fürstenstraße 5        | | 1906           | 10. April 1992     | 2152            |
| weitere Bilder                            | Wohnhaus                                                                   | Wichlinghausen-Süd Fürstenstraße 7        | | 1904           | 9. Juni 1992       | 2263            |
| weitere Bilder                            | Wohnhaus                                                                   | Wichlinghausen-Süd Fürstenstraße 9        | | 1904           | 10. April 1992     | 2157            |
| Wohnhaus                                  | Wohnhaus                                                                   | Wichlinghausen-Süd Fürstenstraße 11       | |                | 12. November 1984  | 187             |
| weitere Bilder                            | Wohnhaus                                                                   | Wichlinghausen-Süd Fürstenstraße 13       | | 1904           | 1. April 1992      | 2140            |
| Wohnhaus                                  | Wohnhaus                                                                   | Wichlinghausen-Süd Fürstenstraße 14       | | um 1900        | 27. Februar 1985   | 340             |
| weitere Bilder                            | Wohnhaus                                                                   | Wichlinghausen-Süd Fürstenstraße 15       | | 1904           | 13. Januar 1992    | 1990            |
| weitere Bilder                            | Wohn- und Geschäftshaus                                                    | Wichlinghausen-Süd Fürstenstraße 16       | |                | 14. März 1989      | 1544            |
| weitere Bilder                            | Wohnhaus                                                                   | Wichlinghausen-Süd Fürstenstraße 17       | | 1904/05        | 14. Januar 1992    | 1994            |
| weitere Bilder                            | Brücke (Viadukt Germanenstraße. Rheinische Bahnstrecke)                    | Wichlinghausen-Süd Germanenstraße         | Bestandteil der Rheinischen Bahnstrecke | 1879           | 29. Juli 1991      | 1914            |
| weitere Bilder                            | Schulgebäude                                                               | Wichlinghausen-Süd Germanenstraße 36      | eine D-Nummer mit der Turnhalle Germanenstraße 38 | 1899           | 22. Februar 1994   | 3295            |
| Turnhalle                                 | Turnhalle                                                                  | Wichlinghausen-Süd Germanenstraße 38      | eine D-Nummer mit dem Schulgebäude Germanenstraße 36 | 1899           | 22. Februar 1994   | 3295            |
| weitere Bilder                            | Wohnhaus                                                                   | Wichlinghausen-Süd Germanenstraße 47      | eine D-Nummer mit Germanenstraße 49 | 1896           | 26. April 1988     | 1347            |
| weitere Bilder                            | Wohnhaus                                                                   | Wichlinghausen-Süd Germanenstraße 49      | eine D-Nummer mit Germanenstraße 47 | 1896           | 26. April 1988     | 1347            |
| weitere Bilder                            | Wohnhaus                                                                   | Wichlinghausen-Süd Germanenstraße 51      | | 1900           | 7. März 1994       | 3319            |
| Wohnhaus                                  | Wohnhaus                                                                   | Wichlinghausen-Süd Germanenstraße 53      | | 1900           | 14. November 1991  | 1932            |
| Wohnhaus                                  | Wohnhaus                                                                   | Wichlinghausen-Süd Germanenstraße 55      | | vor 1898       | 15. November 1991  | 1933            |
| weitere Bilder                            | Wohnhaus                                                                   | Wichlinghausen-Süd Germanenstraße 57      | | 1895–1897      | 19. April 1994     | 3378            |
| weitere Bilder                            | Wohn- und Geschäftshaus                                                    | Wichlinghausen-Süd Germanenstraße 59      | | 1895           | 22. Februar 1994   | 3296            |
| Wohn- und Geschäftshaus                   | Wohn- und Geschäftshaus                                                    | Wichlinghausen-Süd Germanenstraße 61      | | 1900–1902      | 24. September 1993 | 3131            |
| Wohnhaus                                  | Wohnhaus                                                                   | Wichlinghausen-Süd Germanenstraße 63      | | 1900           | 31. März 1987      | 1016            |
| Wohn- und Geschäftshaus                   | Wohn- und Geschäftshaus                                                    | Wichlinghausen-Süd Germanenstraße 65      | | 1901           | 7. April 1993      | 2879            |
| weitere Bilder                            | Wohn- und Geschäftshaus                                                    | Wichlinghausen-Süd Germanenstraße 69      | | 1902           | 7. März 1994       | 3320            |
| weitere Bilder                            | Wohnhaus                                                                   | Wichlinghausen-Süd Germanenstraße 82      | | 1903           | 22. Februar 1994   | 3297            |
| weitere Bilder                            | Wohn- und Geschäftshaus                                                    | Wichlinghausen-Süd Germanenstraße 84      | | 1903           | 1. April 1987      | 1017            |
| weitere Bilder                            | Wohnhaus                                                                   | Wichlinghausen-Süd Germanenstraße 86      | | um 1900        | 22. Dezember 1989  | 1673            |
| Wohnhaus                                  | Wohnhaus                                                                   | Wichlinghausen-Süd Germanenstraße 88      | | um 1890        | 1. April 1987      | 1018            |
| Wohnhaus                                  | Wohnhaus                                                                   | Wichlinghausen-Süd Germanenstraße 90      | | um 1890        | 1. April 1987      | 1019            |
| weitere Bilder                            | Wohnhaus mit Gaststätte                                                    | Wichlinghausen-Süd Germanenstraße 92      | eine bauliche Einheit und eine D-Nummer mit Nornenstraße 1 | 1890er Jahre   | 10. April 1992     | 2151            |
| weitere Bilder                            | Kleindenkmal (Bronzestatue Hans Georg von Arnim)                           | Wichlinghausen-Süd Görlitzer Platz        | 1912 in Liegnitz (polnisch Legnica), Niederschlesien errichtet, im Zweiten Weltkrieg in Wuppertal vor dem Einschmelzen gerettet und 1962 hier wieder aufgestellt.                                      | 1912           | 19. Januar 2005    | 4216            |
| Wohnhaus                                  | Wohnhaus                                                                   | Wichlinghausen-Süd Görlitzer Platz 2      | | 1903           | 12. Oktober 1995   | 3759            |
| weitere Bilder                            | Wohnhaus                                                                   | Wichlinghausen-Süd Görlitzer Platz 4      | | um 1903        | 29. März 2001      | 4166            |
| weitere Bilder                            | Wohn- und Geschäftshaus                                                    | Wichlinghausen-Süd Görlitzer Platz 8      | | um 1903        | 29. März 2001      | 4167            |
| weitere Bilder                            | Wohnhaus                                                                   | Wichlinghausen-Süd Görlitzer Straße 1     | | um 1895        | 2. März 1993       | 2794            |
| weitere Bilder                            | Wohn- und Geschäftshaus                                                    | Wichlinghausen-Süd Görlitzer Straße 2     | | um 1895        | 24. Februar 1993   | 2783            |
| weitere Bilder                            | Wohn- und Geschäftshaus                                                    | Wichlinghausen-Süd Görlitzer Straße 3     | |                | 14. April 1992     | 2168            |
| Wohn- und Geschäftshaus                   | Wohn- und Geschäftshaus                                                    | Wichlinghausen-Süd Görlitzer Straße 4     | | um 1895        | 2. März 1993       | 2795            |
| Wohn- und Geschäftshaus                   | Wohn- und Geschäftshaus                                                    | Wichlinghausen-Süd Görlitzer Straße 5     | | 1899           | 2. März 1993       | 2796            |
| Wohn- und Geschäftshaus                   | Wohn- und Geschäftshaus                                                    | Wichlinghausen-Süd Görlitzer Straße 6     | | um 1895        | 25. Februar 1993   | 2790            |
| weitere Bilder                            | Wohnhaus                                                                   | Wichlinghausen-Süd Görlitzer Straße 7     | | um 1905        | 24. Februar 1993   | 2778            |
| weitere Bilder                            | Wohn- und Geschäftshaus                                                    | Wichlinghausen-Süd Görlitzer Straße 8     | | 1896           | 5. März 1985       | 353             |
| Wohnhaus                                  | Wohnhaus                                                                   | Wichlinghausen-Süd Görlitzer Straße 10    | |                | 5. März 1985       | 345             |
| weitere Bilder                            | Wohn- und Geschäftshaus                                                    | Wichlinghausen-Süd Görlitzer Straße 11    | | 1904           | 18. Mai 1989       | 1610            |
| weitere Bilder                            | Wohn- und Geschäftshaus                                                    | Wichlinghausen-Süd Görlitzer Straße 13    | | 1905           | 24. Februar 1993   | 2777            |
| Wohnhaus                                  | Wohnhaus                                                                   | Wichlinghausen-Süd Görlitzer Straße 16    | | 1876           | 24. Februar 1993   | 2785            |
| Wohnhaus                                  | Wohnhaus                                                                   | Wichlinghausen-Süd Görlitzer Straße 20    | |                | 16. Dezember 1985  | 672             |
| Wohn- und Geschäftshaus                   | Wohn- und Geschäftshaus                                                    | Wichlinghausen-Süd Görlitzer Straße 21    | | 1878           | 24. Februar 1993   | 2780            |
| weitere Bilder                            | Wohn- und Geschäftshaus                                                    | Wichlinghausen-Süd Görlitzer Straße 23    | | 1876           | 24. Februar 1993   | 2781            |
| Wohn- und Geschäftshaus                   | Wohn- und Geschäftshaus                                                    | Wichlinghausen-Süd Görlitzer Straße 24    | | 1876           | 24. Februar 1993   | 2782            |
| Wohn- und Geschäftshaus                   | Wohn- und Geschäftshaus                                                    | Wichlinghausen-Süd Görlitzer Straße 29    | | um 1895        | 11. Februar 1993   | 2748            |
| weitere Bilder                            | Wohn- und Geschäftshaus                                                    | Wichlinghausen-Süd Görlitzer Straße 31    | | um 1900        | 15. März 1985      | 364             |
| weitere Bilder                            | Wohn- und Geschäftshaus                                                    | Wichlinghausen-Süd Görlitzer Straße 32    | ehemals Handelstraße 37 | um 1900        | 3. Februar 1984    | 202             |
| weitere Bilder                            | Wohnhaus                                                                   | Wichlinghausen-Süd Görlitzer Straße 33    | | 1905           | 9. März 1993       | 2813            |
| weitere Bilder                            | Wohnhaus                                                                   | Wichlinghausen-Süd Grafenstraße 2         | | 1899           | 2. Februar 1987    | 961             |
| weitere Bilder                            | Fabrikgebäude                                                              | Wichlinghausen-Süd Grafenstraße 3         | | 1911           | 16. Juni 1993      | 2982            |
| weitere Bilder                            | Wohnhaus                                                                   | Wichlinghausen-Süd Grafenstraße 4         | |                | 3. Dezember 1984   | 201             |
| weitere Bilder                            | Wohn- und Geschäftshaus                                                    | Wichlinghausen-Süd Grafenstraße 26        | | 1902           | 27. Februar 1985   | 350             |